# Ndé
Ndé ist ein Département der Region Ouest in Kamerun.
Auf einer Fläche von 1524 km² leben nach der Volkszählung 2001 123.661 Einwohner. Die Hauptstadt ist Bangangté.

## Gemeinden
- Bangangté
- Bassamba
- Bazou
- Tonga